# Ron Marlenee
Ronald Charles "Ron" Marlenee, född 8 augusti 1935 i Scobey i Montana, död 26 april 2020 i Bozeman i Montana, var en amerikansk politiker (republikan). Han var ledamot av USA:s representanthus 1977–1993.
Marlenee efterträdde 1977 John Melcher i representanthuset. Efter åtta perioder i representanthuset förlorade Marlenee i kongressvalet 1992 mot demokraten John Patrick Williams när Montana miste en av delstatens två platser i representanthuset.